# Vinot-Deguingand
Vinot-Deguingand fue un productor de automóviles francés.

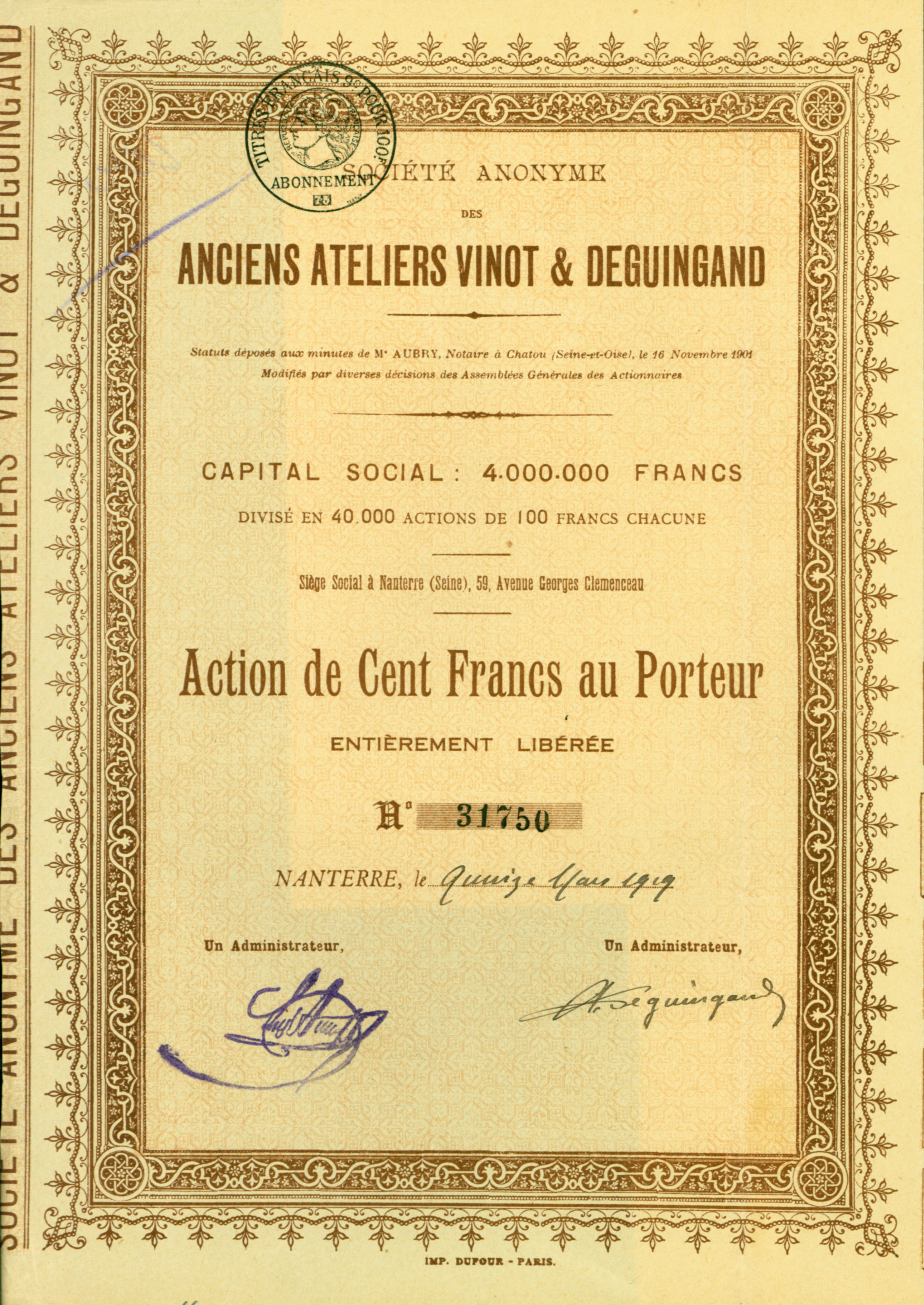
Participación de los "Anciens Ateliers Vinot & Deguingand", emitida el 15 de marzo de 1919

## Historia
En 1898 Lucien-Marie Vinot-Préfontaine (1858–1915) y Albert Deguingand (1872–1943) fundaron el negocio en Puteaux, dedicado a la fabricación de bicicletas. La producción automovilística comenzó en 1901.
El nombre de la empresa aparece escrito de distintas maneras: Vinot & Deguingand, Vinot-Deguingand, o simplemente Vinot desde 1907.
En 1906 o 1909 Vinot absorbió al fabricante Ciclos Gladiator, y hasta 1920 coexistieron dos gamas de productos virtualmente idénticas con las marcas Vinot y Gladiator.
La compañía también fue propietaria en Londres de una empresa subsidiaria llamada "Vinot Cars Ltd", dedicada a  comercializar automóviles importados de Francia y adaptados a sus clientes por carroceros locales. Sus primeros coches  vendidos en Inglaterra se comercializaron con la marca "La Silencieuse".
Después de la Primera Guerra Mundial, la actividad manufacturera se trasladó a la nueva planta construida en los terrenos adquiridos en Nanterre, al oeste de París. Aun así, la producción cesó en 1926, debido a la caída de la demanda de sus coches. La fábrica fue vendida al fabricante Donnet-Zédel, que a su vez se la vendió en 1934 a Henri Pigozzi, quien la convertiría en la factoría principal de Simca-Fiat (posteriormente Simca).
Lucien-Marie Vinot-Préfontaine murió en 1915, y Albert Deguingand fundó en 1927 otra fábrica de coches, denominada Société des Nouveaux Ateliers A. Deguingand, que tan solo se mantendría hasta 1929 o 1930.

## Los coches
El primer coche tenía un motor de 1500cc con dos cilindros gemelos  y transmisión por cadena. En 1903 se denominó  "10CV", y fue seguido por otros dos modelos de cuatro cilindros:  el "H14CV" de 3300 cc y el "F18CV". El  "30CV" de 5800cc apareció en 1905, y en 1906 se lanzó el primer coche de seis cilindros del fabricante.
La gama de 1908 comprendía el "10/14CV" y el "16/24CV".  Un "24CV" con un motor de 4 litros fue añadido en 1910. La gama de 1914 incluía coches con cilindradas de 1700cc, 2100cc, 2600cc y 4200cc.
Menos de un año después del final de la Primera Guerra Mundial,  el fabricante presentó en el 15 Salón de París el  Vinot-Deguignand 12CV Tipo BO, con una distancia entre ejes de 3030 mm, propulsado por un motor de 4 cilindros y 2603cc.
|  |  |  |

## Competiciones

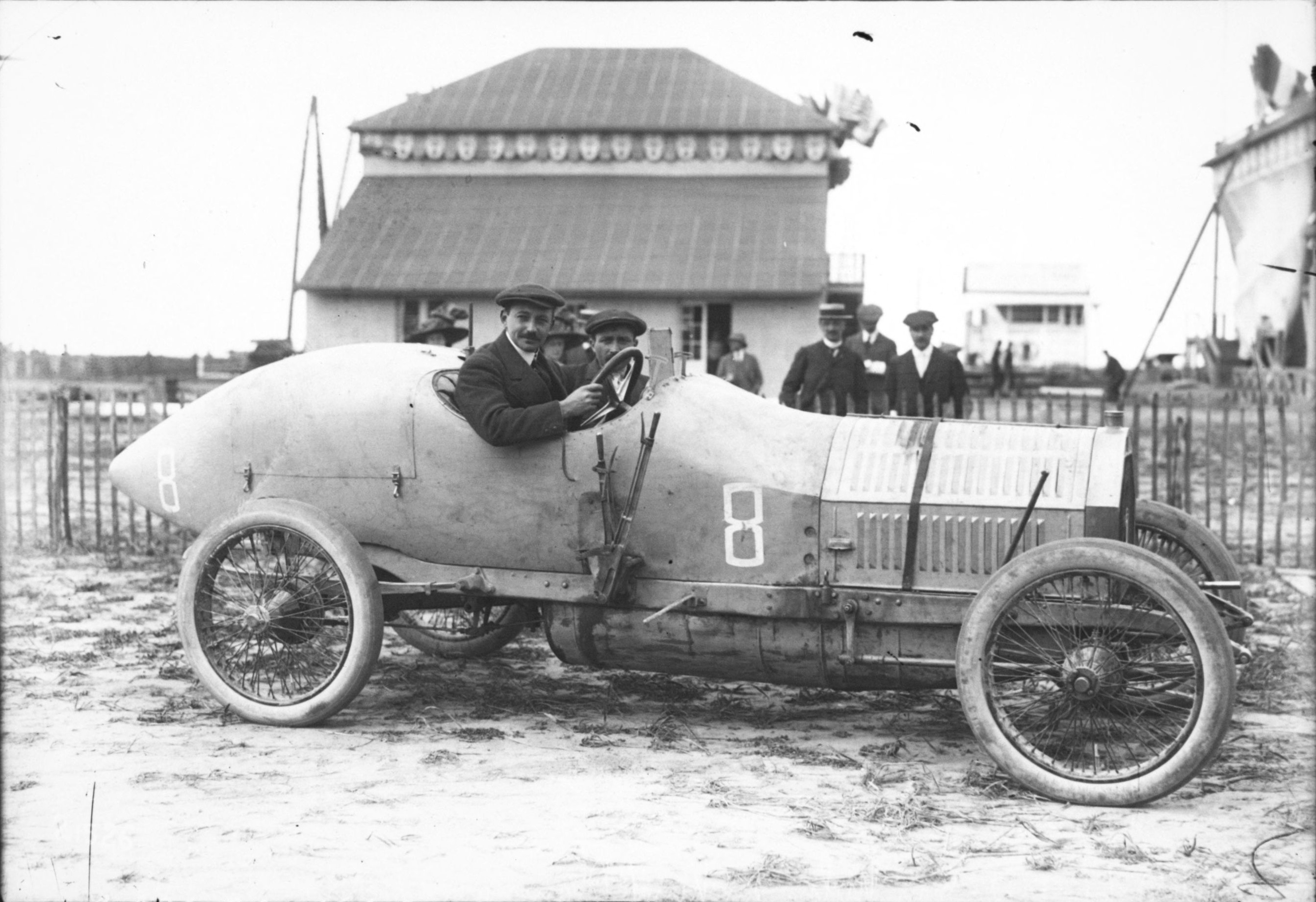
Léon Molon con su Vinot-Deguignand en el Gran Prix de Francia (Dieppe, 1912)

En 1923 un equipo de Vinot & Deguingand participó en la carrera inaugural de las 24 Horas de Le Mans. Los hermanos Léon y Lucien Molon ocuparon el puesto 26 conduciendo un Vinot & Deguingand 10HP.

## Lecturas relacionadas
- Harald Linz, Halwart Schrader: Die Internationale Automobil-Enzyklopädie. United Soft Media Verlag, München 2008, ISBN 978-3-8032-9876-8. (German)
- George Nick Georgano (Chefredakteur): The Beaulieu Encyclopedia of the Automobile. Volume 3: P–Z. Fitzroy Dearborn Publishers, Chicago 2001, ISBN 1-57958-293-1. (English)
- George Nick Georgano: Autos. Encyclopédie complète. 1885 à nos jours. Courtille, Paris 1975. (French)